# Санді ікспрес
The Sunday Express (Сандей Експрес, укр. Недільний Експрес)  — британський таблоїд, який належить порнографу Річарду Десмонду. Є недільним продовженням газети «Daily Express».

## Історія
У 1918 році був запущений недільний випуск «Daily Express» — «Sunday Express». Знадобилося два роки, щоб закрити дефіцит недільного видання (450 тис.), але починаючи з 1922 року вона вже приносила добрі прибутки.
Респектабельна «Сандей Експрес» залежала від політичної загостреності матеріалів, що розгорнулася після закінчення військової кампанії на користь консолідації імперських володінь Британії під гаслом створення свого роду «спільного ринку» імперії. Ця кампанія вивела видання на твердий ґрунт і в результаті газета стала для господаря справжньою золотою жилою.
Критичний момент настав у долях «Експрес» і «Сандей Експрес», господарем яких в 90-х рр. став лорд-соціаліст Холлік. Різкий поворот цих газет від багаторічного служіння консерваторам до підтримки «нових лейбористів» не сприяв придбанню нових читачів, а обернувся втратою третини тиражу.
Коли стало відомо, що шостий за рахунком господар групи «Експрес» лорд-соціаліст Холлік виставив їх на продаж, то вишикувалася справжня черга претендентів на придбання бівербруковської спадщини, включаючи четвертого лорда Ротерміра, братів-мільйонерів Барклі, а також господаря «Daily Telegraph» канадця К. Блека. Ціна, яку запросив Холлік — 125 млн фунтів стерлінгів.
Такою сумою розташовував тільки Річард Десмонд — власник журнального конгломерату Помилка Lua у Модуль:Не_перекладено у рядку 253: attempt to index local 'neededTitle' (a nil value)., витриманим у дусі «м'якого порно».
Десмонду вдалося майже неможливе: у 2011 році, коли справи в щоденної преси йшли не найкращим чином, Express, який об'єднує чотири видання: Daily Express, Sunday Express, Daily Star і Daily Star Sunday, вдалося збільшити оборот на 7%, а в подальшому не тільки нарощувати дохід, але й вийти на прибуток (у першому півріччі 2013 операційний прибуток склав 18 млн фунтів).

## Структура газети
- ФІНАНСОВА (FINANCIAL)
  - Бізнес-новини (Business News)
  - Особисті фінанси (Personal Finance)
  - Підприємство (Enterprise)
  - Ринки ставок (Markets Rates)
  - Вартість акцій (Share Prices)
- ОГЛЯД (REVIEW)
  - Спосіб життя і мода (Lifestyle and Fashion)
  - Фільми (Films)
  - Музика (Music)
  - Театр (Theatre)
  - Опера і танці (Opera and Dance)
  - Книги (Books)
  - ТБ и радіо (TV and Radio)
- МАНДРІВКИ (TRAVEL)
- НЕДІЛЬНИЙ ДЕНЬ (SUNDAY AFTERNOON)
  - Погода (Weather)
  - Автомобільний спорт (Motoring)
  - Кул Зона — Цікаві факти і що можна зробити (The Cool Zone — Fun Facts and Things To Do)
  - Добір головоломок і кросвордів (Selection of Puzzles and Crosswords)
  - Орнітологія зі Стюартом Вінтером (Birdman with Stuart Winter)
- НЕРУХОМІСТЬ (PROPERTY)
  - Нерухомість у Великій Британії (Property in the UK)
  - Зарубіжна нерухомість (Overseas property)
  - Будинок на тиждень від Поула Вале (House of the week by Paul Vale)
- СПОРТ (SPORT)
  - Футбол (Football)
  - Перегони (Racing)
  - Регбі (Rugby)
  - Теніс (Tennis)
  - Коментарі від спортивного кореспондента Джима Холдена (Comments from our chief sport correspondent Jim Holden)
  - Всередині історії з Гаррі Харрісом (Inside stories from Harry Harris)

## Редактори
| №  | Редактор (укр.)             | Редактор (англ.)              | Роки роботи |
| -- | --------------------------- | ----------------------------- | ----------- |
| 1  | Джеймс Дуглас               | James Douglas                 | 1920 — 1928 |
| 2  | Джеймс Дуглас і Джон Гордон | James Douglas and John Gordon | 1928 — 1931 |
| 3  | Джон Гордон                 | John Gordon                   | 1931 — 1952 |
| 4  | Гарольд Кіблі               | Harold Keeble                 | 1952 — 1954 |
| 5  | Джон Джунор                 | John Junor                    | 1954 — 1986 |
| 6  | Робін Єссер                 | Robin Esser                   | 1986 — 1989 |
| 7  | Робін Морган                | Robin Morgan                  | 1989 — 1991 |
| 8  | Єва Поллард                 | Eve Pollard                   | 1991 — 1994 |
| 9  | Брайан Хітчен               | Brian Hitchen                 | 1994 — 1995 |
| 10 | Сью Дуглас                  | Sue Douglas                   | 1995 — 1996 |
| 11 | Річард Аддис                | Richard Addis                 | 1996 — 1998 |
| 12 | Аманда Плателл              | Amanda Platell                | 1998 — 1999 |
| 13 | Майкл Пілгрім               | Michael Pilgrim               | 1999 — 2001 |
| 14 | Мартін Таунсенд             | Martin Townsend               | 2001 —      |

## Скандали
- «Сандей Експрес» звільнила свого головного театрального критика Марка Шелтона[en]. Це пов'язано з тим, що фотографії Шелтона були виявлені на платних гей-сайтах[4].
- «Сандей Експрес» опублікувала матеріал, який стверджує, що шлюб старшої онучки королеви Великої Британії Зари Філліпс з Майком Тіндалем нещасливий і треба чекати скоро розставання. На газету подали в суд і Майкл з дружиною виграли справу. «Сандей Експрес» зобов'язали виплатити компенсацію і дати спростування[5].
- «Сандей Експрес» звинуватила Королівську Академію Фахад в тому, що серед них є ісламські фанатики. І освіта в школі відповідає ідеям ісламу. За що надалі вибачилися, визнавши інформацію недостовірною[6].
- Найгучнішою справою, пов'язаним з «Сандей Експрес», стало висвітлення ювілею різанини в школі Данблейн. Все починалося з публікації статті Паула Мюррея «Ювілей ганьби дамбленскіх виживших»[7] у шотландському «Сандей Експрес». Де він розповів про зустрічітих, хто вижив через 13 років, криваві подробиці, цитування без цензури, мат, розповіді про секс. У підсумку газета вибачилася, журналісти та редактори були покарані[8].

## Цікаві факти
«Сандей Експрес» поміщає на свою лицьову сторінку те, що, як здається, продає газету — фото принцеси Діани (так, до сих пір!), Мадлен Маккен, історії про чудотворні зцілення, прогнози погоди без належної перевірки.

## Ланки
- Офіційний сайт
- National Newspaper Circulation Certificate, october 2014